# بی‌اواس ۴۰۰
بی‌اواس ۴۰۰ (به انگلیسی: BOS 400) یک کشتی بود که طول آن ۱۰۰ متر (۳۳۰ فوت) بود.